# Comuna Mullsjö
Mullsjö (Mullsjö kommun) este o comună din comitatul Jönköpings län, Suedia, cu o populație de 7.039 locuitori (2013).

## Geografie

### Zone urbane
Lista celor mai mari zone urbane din comună (anul 2015) conform Biroului Central de Statistică al Suediei:
| Nr | Zona urbană | Pop.  |
| -- | ----------- | ----- |
| 1  | Mullsjö     | 5.584 |
| 2  | Sandhem     | 673   |

## Demografie
| \| Evoluția demografică în comuna Mullsjö, 1970–2015 \| Evoluția demografică în comuna Mullsjö, 1970–2015 \| Evoluția demografică în comuna Mullsjö, 1970–2015 \| Evoluția demografică în comuna Mullsjö, 1970–2015 \| Evoluția demografică în comuna Mullsjö, 1970–2015 \| \| ----------------------------------------------------------------------------------------------------- \| ------------------------------------------------- \| ------------------------------------------------- \| ------------------------------------------------- \| ------------------------------------------------- \| \| An \| \| \| Locuitori \| \| \| 1970 \| 1970 \| \| 3967 \| 3967 \| \| 1975 \| 1975 \| \| 5097 \| 5097 \| \| 1980 \| 1980 \| \| 6518 \| 6518 \| \| 1985 \| 1985 \| \| 7011 \| 7011 \| \| 1990 \| 1990 \| \| 7375 \| 7375 \| \| 1995 \| 1995 \| \| 7332 \| 7332 \| \| 2000 \| 2000 \| \| 7071 \| 7071 \| \| 2005 \| 2005 \| \| 7087 \| 7087 \| \| 2010 \| 2010 \| \| 7033 \| 7033 \| \| 2015 \| 2015 \| \| 7157 \| 7157 \| \| Sursa: SCB - Statistika Centralbyrån, Folkmängd efter region, civilstånd, ålder och kön. År 1968–2016 \| \| \| \| \| |      |  |           |      |
| Evoluția demografică în comuna Mullsjö, 1970–2015 |      |  |           |      |
| An |      |  | Locuitori |      |
| 1970 | 1970 |  | 3967      | 3967 |
| 1975 | 1975 |  | 5097      | 5097 |
| 1980 | 1980 |  | 6518      | 6518 |
| 1985 | 1985 |  | 7011      | 7011 |
| 1990 | 1990 |  | 7375      | 7375 |
| 1995 | 1995 |  | 7332      | 7332 |
| 2000 | 2000 |  | 7071      | 7071 |
| 2005 | 2005 |  | 7087      | 7087 |
| 2010 | 2010 |  | 7033      | 7033 |
| 2015 | 2015 |  | 7157      | 7157 |
| Sursa: SCB - Statistika Centralbyrån, Folkmängd efter region, civilstånd, ålder och kön. År 1968–2016 |      |  |           |      |